# Jenny Lumet
Jenny Lumet (New York, 2 febbraio 1967) è un'attrice, sceneggiatrice e produttrice televisiva statunitense.

## Biografia
Figlia del celebre regista Sidney Lumet e della giornalista Gail Lumet Buckley, sua nonna è stata l'attrice e cantante Lena Horne. Come attrice ha lavorato principalmente in film diretti dal padre, ovvero Trappola mortale, Vivere in fuga e Terzo grado.
Nel 2008 intraprende l'attività di sceneggiatrice, scrivendo Rachel sta per sposarsi diretto nel 2008 da Jonathan Demme. Per la sua sceneggiatura viene candidata a diversi riconoscimenti, tra cui una candidatura agli Independent Spirit Awards del 2009 come  miglior sceneggiatura d'esordio.
Dal 2018 è coinvolta nella sceneggiatura e nella produzione delle nuove serie live action del franchise di Star Trek, ivi comprese Star Trek: Discovery, Star Trek: Short Treks, Star Trek: Picard e Star Trek: Strange New Worlds.

## Vita privata
È stata sposata dal 1994 al 2003 con l'attore Bobby Cannavale, con il quale ha avuto un figlio, l'attore Jake Cannavale. È madre anche di un bambino avuto dal compagno Alexander Weinstein.

## Filmografia

### Attrice

#### Cinema
- Trappola mortale (Deathtrap), regia di Sidney Lumet (1982)
- Vivere in fuga (Running on Empty), regia di Sidney Lumet (1988)
- Tougher Than Leather, regia di Rick Rubin (1988)
- Terzo grado (Q & A), regia di Sidney Lumet (1990)
- Assassination, regia di Gregory Gillbergh - cortometraggio (1994)
- Dodgeball, regia di Art Jones (1995)
- On the Record, regia di Kirby Dick e Amy Ziering - documentario (2020)

### Doppiatrice
- Everybody Rides the Carousel, regia di John Hubley (1976) - Stage 4

### Sceneggiatrice

#### Cinema
- Rachel sta per sposarsi (Rachel Getting Married), regia di Jonathan Demme (2008)
- Rachel Getting Married: Deleted Scenes, regia di Jonathan Demme - cortometraggio direct-to-video (2009)
- La mummia (The Mummy), regia di Alex Kurtzman (2017)

#### Televisione
- Untitled Jenny Lumet Project, regia di Richard Shepard - film TV (2017)
- Star Trek: Short Treks - serie TV, episodi 1x01-2x06 (2018-2020)
- Star Trek: Discovery - serie TV, 5 episodi (2019-2021)
- Clarice – serie TV, 13 episodi (2021)
- L'uomo che cadde sulla Terra (The Man Who Fell to Earth) – serie TV, 10 episodi (2022)
- Star Trek: Strange New Worlds – serie TV, 20 episodi (2022-2023)

### Produttrice
- Untitled Jenny Lumet Project, regia di Richard Shepard - film TV (2017)
- Star Trek: Discovery - serie TV, 40 episodi (2019-2022)
- Star Trek: Picard - serie TV, 5 episodi (2020)
- Clarice – serie TV, 13 episodi (2021)
- L'uomo che cadde sulla Terra (The Man Who Fell to Earth) – serie TV, episodi 1x01-1x06 (2022)
- Star Trek: Strange New Worlds – serie TV, 10 episodi (2022)

## Trasmissioni televisive
- Up Close with Carrie Keagan - talk show (2008)
- The 2009 Independent Spirit Awards (2009)
- On Story - talk show (2013)
- Entertainment Tonight (2021)

## Riconoscimenti (parziale)
- Independent Spirit Awards
  - 2009 - Candidatura alla miglior sceneggiatura d'esordio per Rachel sta per sposarsi
- Razzie Awards
  - 2018 - Candidatura alla peggior sceneggiatura per La mummia (condiviso con altri)